# Trudî, Sarnî
Trudî (în ucraineană Труди) este un sat în așezarea urbană Stepan din raionul Sarnî, regiunea Rivne, Ucraina.

## Demografie
Componența lingvistică a localității Trudî
     Ucraineană (99,44%)
     Alte limbi (0,56%)
Conform recensământului din 2001, majoritatea populației localității Trudî era vorbitoare de ucraineană (99,44%), existând în minoritate și vorbitori de alte limbi.